# Calle 13 (chaîne de télévision)
Calle 13 est une chaîne de télévision espagnole fondée en 1999, disponible sur l'ADSL, le câble et le satellite.

La chaîne dispose d'une version haute définition (HD).

## Identité visuelle

### Logos

Logo actuel de Calle 13.